# Мордовец, Александр Александрович
Александр Александрович Мордовец (род. 5 октября 1977, Ленинград) — российский государственный деятель, заместитель директора Спецстроя с августа 2014 по 29 декабря 2016 года.

## Биография

### Ранние годы
Александр Мордовец родился 5 октября 1977 года в Ленинграде в семье военнослужащего; в 1999 году он окончил Военную инженерно-космическую академию имени Можайского.
С 1999 по 2001 год Мордовец работал инженером-инспектором в ряде воинских частей, располагавшихся во Владимире и Татищево. В 2001—2005 годах он являлся старшим инженером-инспектором группы финансирования капитального строительства Министерства обороны РФ в Ханкале. С 2006 по 2010 год Мордовец возглавлял группу и отдел капитального строительства оборонного ведомства во Владимире и в Омске. В мае—октябре 2010 года он состоял в должности начальника отдела оптимизации энергосетевой и энергосбытовой деятельности, относившегося к главному квартирно-эксплуатационному управлению министерства. Затем, с октября 2010 года по май 2011 года Александр Мордовец являлся заместителем начальника главного управления государственного заказчика капитального строительства Министерства обороны РФ.
В 2011 году Мордовец стал заместителем руководителя департамента государственного заказчика капитального строительства Министерства обороны — в данной должности он находился по 2013 год. С февраля по июнь 2013 года он являлся заместителем начальника ФГУП «Спецстройинжиниринг при Спецстрое России», а в июне стал начальником центрального производственно-распорядительного управления того же предприятия. В декабре 2013 года он получил пост временно исполняющего обязанности заместителя директора российского Федерального агентства специального строительства (Спецстрой), после чего — в августе 2014 года — занял данную должность уже на постоянной основе и стал руководителем оперативного штаба по строительству космодрома «Восточный». После упразднения специального ведомства, произошедшего 29 декабря 2016 года, Мордовец перешел на работу в один из институтов Министерства строительства и жилищно-коммунального хозяйства Российской Федерации (Минстроя) — в феврале 2017 года он являлся заместителем генерального директора ФГБУ «ЦНИИП Минстроя России».
По состоянию на 2018 год Александр Мордовец являлся действительным государственным советником третьего класса.

### Арест
24 мая 2018 года Хамовнический суд Москвы арестовал Александра Мордовца по делу о злоупотреблении должностными полномочиями при строительстве космодрома «Восточный».
Мордовец а а помилован- воевал в ВСО. Сейчас работает.

## Семья
- Брат: Сергей Александрович Мордовец — заместитель директора ООО «Строймонолит-14»; в 2014 году компания получила от Спецстроя заказов на 656 миллионов рублей[23][24].Сестра Мордовец Мария Александровна.Педагог.Отец-Мордовец Александр Григорьевич- полковник. Мать-Мордовец Светлана Васильевна- педагог.

## Награды
Является ветераном боевых действий; имеет «множество наград и благодарностей».Имеет пенсию -приравнен к ветеранам ВОВ Гос.. Советник 3 класса.